# 邦·史考特
羅納德·貝爾福德·"邦"·史考特（Ronald Belford "Bon" Scott，1946年7月9日—1980年2月19日）是一位澳洲歌手，1974年至1980年間是搖滾樂團AC/DC的主唱。
邦·史考特出生於英國蘇格蘭福弗爾，六歲時與家人移民到澳洲。1964年邦·史考特在珀斯建立自己的第一個樂團The Spektors。
在加入AC/DC之前，邦·史考特曾是The Valentines、Fraternity等樂團的成員。他在1974年加入AC/DC，取代樂團的原主唱戴夫·埃文斯。1975年，邦·史考特與馬爾科姆·楊、安格斯·楊、馬克·埃文斯等人推出樂團第一張專輯《高壓電》（High Voltage）。邦·史考特持續作為樂團後續五張專輯的主聲，其中第六張專輯《地獄公路》裡的知名同名單曲（Highway to Hell）即為邦·史考特所寫。1980年2月，邦·史考特在英國倫敦去世，官方死因為酒精中毒。2003年3月10日，邦·史考特的名字隨着AC/DC一起被選入搖滾名人堂，他的姪子邦·丹尼爾上台代為接受榮譽。2004年，英國樂壇雜誌經典搖滾將邦·史考特列為「100位最偉大的搖滾先鋒」第一位。